# Сахно Михайло Гордійович
Миха́йло Горді́йович Сахно́ (7 листопада 1905 — 16 грудня 1947) — радянський воєначальник, генерал-майор танкових військ (07.02.1943).

## Життєпис
Народився в селі Дідівщина, нині Фастівського району Київської області, в селянській родині. Українець. У 1921 році закінчив семирічку.
У вересні 1924 року призваний до лав РСЧА і зарахований курсантом до Київської артилерійської школи, яку закінчив у 1928 році. Член ВКП(б) з 1928 року.
З 1 вересня 1928 року — командир взводу, з серпня 1929 року — командир взводу навчальної батареї, з 15 травня 1931 року — командир батареї 51-го артилерійського полку Українського військового округу.
У листопаді 1931 року зарахований слухачем артилерійських курсів удосконалення командного складу (АКУКС) Денінградського ВО, які закінчив у 1932 році. З 10 березня 1932 року — ад'ютант АКУКС, з 29 травня 1933 року — командир дивізіону артилерійського полку АКУКС.
З грудня 1933 по грудень 1937 року навчався у Військовій академії механізації і моторизації РСЧА імені Й. Сталіна.
1 грудня 1937 року призначений начальником 1-го відділення штабу 11-го механізованого (20-го танкового) корпусу. З листопада 1938 року — тво командира 20-го танкового корпусу. З 24 січня 1940 року — командир 16-го танкового полку 109-ї моторизованої дивізії у Сибірському військовому окрузі. Наказом від 10 серпня 1940 року затверджений у попередній посаді.
Початок німецько-радянської війни зустрів на посаді командира 16-го танкового полку. Під час боїв на Соловйовій переправі очолював загін 5-го механізованого корпусу. З 19 серпня 1941 року — командир 12-го танкового полку 1-ї мотострілецької дивізії. Брав участь у боях на смоленському напрямку, в районі Ярцевого (серпень — вересень 1941 року).
З вересня 1941 року — командир 5-ї танкової бригади 33-ї армії. З 5 березня 1942 року — у розпорядженні командувача військами Західного фронту. З 14 квітня 1942 року — командир 32-ї танкової бригади 50-ї армії. З 8 жовтня 1942 року — тво заступника командувача 50-ю армією з танкових військ. 5 січня 1943 року призначений командиром 5-го танкового корпусу. З жовтня 1944 року — тво командира 10-го танкового корпусу 5-ї гвардійської танкової армії; наказом від 5 квітня 1945 року затверджений на посаді.
Після закінчення війни продовжив командувати 10-м танковим корпусом, який у липні 1945 року був переформований у 10-ту танкову дивізію.
З 30 березня 1947 року — слухач Вищих академічних курсів при Військовій академії імені К. Є. Ворошилова.
Помер у Москві від хвороби. Похований на Новодівочому цвинтарі.

## Нагороди
Нагороджений трьома орденами Червоного Прапора (02.01.1942, 27.08.1943, 03.11.1944), орденами Кутузова 1-го ступеня (10.04.1945), Суворова 2-го ступеня (29.07.1944) і медалями.